# 沙尔尼勒巴绍
沙尔尼勒巴绍（法語：Charny-le-Bachot，法語發音：[ʃaʁni lə baʃo]）是法国奥布省的一个市镇，属于塞纳河畔诺让区。

## 地理
沙尔尼勒巴绍（48°33'10"N, 3°56'38"E）面积13.64 平方千米，位于法国大東部大區奥布省，该省份为法国中北部省份，北起马恩省，西接塞纳-马恩省，西南至约讷省，东南至科多尔省，东临上马恩省。
与沙尔尼勒巴绍接壤的市镇（或旧市镇、城区）包括：德鲁圣玛丽、奥布河畔隆格维尔、塞纳河畔梅里、普朗西拉拜、雷日。

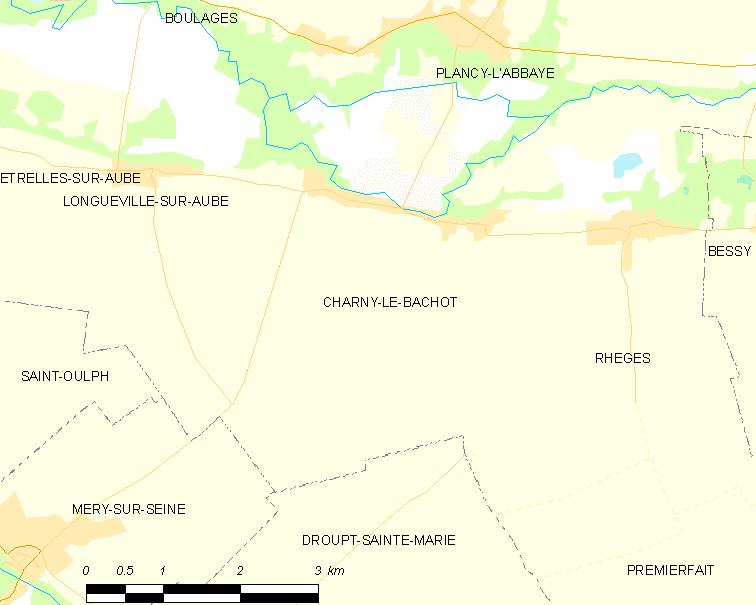
沙尔尼勒巴绍的OSM定位图

沙尔尼勒巴绍的时区为UTC+01:00、UTC+02:00（夏令时）。

## 行政
沙尔尼勒巴绍的邮政编码为10380，INSEE市镇编码为10086。

## 政治
沙尔尼勒巴绍所属的省级选区为特鲁瓦附近克勒内县。

## 人口

1962-2008年间沙尔尼勒巴绍人口变化图示

沙尔尼勒巴绍于2022年1月1日时的人口数量为242人。